# Dawn FM
Dawn FM è il quinto album in studio del cantante canadese The Weeknd, pubblicato il 7 gennaio 2022 dalla XO e dalla Republic.

## Promozione
Il 2 agosto 2021 The Weeknd ha archiviato tutti i post presenti sul suo profilo Instagram, facendo intuire l'inizio di un nuovo progetto discografico. Poco dopo ha reso disponibile un visual intitolato The Dawn Is Coming, accompagnato da un'anteprima della versione strumentale del primo singolo Take My Breath. Quest'ultimo è stato pubblicato il 6 agosto dello stesso anno ed è stato promosso nello stesso giorno dal relativo video musicale.
Dopo aver lasciato ulteriori indizi sulla rete sociale nel resto del 2021, il 1º gennaio 2022 l'artista ha pubblicato uno screenshot di una conversazione tra lui e La Mar Taylor della XO dove ha rivelato l'intenzione di pubblicare il quinto album in tempi brevi. Due giorni più tardi ha diffuso un trailer dove sono stati rivelati il titolo del disco, la data di pubblicazione e gli artisti ospiti (tra cui l'attore Jim Carrey), per poi rendere disponibile la copertina e il preordine a partire dal 4 gennaio. La lista tracce è stata invece annunciata il 5 dello stesso mese.
Nella serata del 6 gennaio Dawn FM è stato presentato attraverso un evento in live streaming presso il canale Twitch di Amazon Music. In concomitanza con il lancio dell'album è stato reso disponibile il video di Sacrifice, estratto come secondo singolo nello stesso giorno in Italia e quattro giorni più tardi anche negli Stati Uniti d'America. L'11 gennaio è stata la volta del video della seconda traccia Gasoline. Il 12 dello stesso mese è uscita una nuova edizione dell'album denominata Alternate World e contenente i remix di Take My Breath e Sacrifice (il primo dei quali rimpiazzato successivamente dalla versione singolo del brano nell'edizione digitale), oltre al singolo del 2021 Moth to a Flame realizzato con gli Swedish House Mafia. La versione distribuita su Apple Music e per il mercato giapponese contiene anche i vari video realizzati per il disco fino a quel momento. Il 25 gennaio è stato pubblicato il terzo singolo Out of Time esclusivamente per le radio urban statunitensi. Nel mese di aprile è stato commercializzato sia digitalmente che anche su vinile in una particolare edizione limitata a 25 copie stampata su una lama per sega circolare.
Tra luglio e agosto 2022 The Weeknd ha reso disponibile una serie di remix di brani tratti dal disco. Il primo di essi è stato Starry Eyes remixato da Mike Dean e uscito il 1º luglio. La settimana seguente è stata la volta di quello di Dawn FM ad opera di Oneohtrix Point Never, mentre il 22 luglio quello per How Do I Make You Love Me? realizzato da Sebastian Ingrosso e Salvatore Ganacci, distribuito contemporaneamente al video musicale della versione originaria del brano. Il 5 agosto è stato pubblicato il remix di Best Friends che ha visto la partecipazione vocale di Summer Walker.
Il 7 gennaio 2023, al fine di celebrare il primo anniversario dall'uscita dell'album, il cantante ha diffuso il video per la decima traccia Is There Someone Else?, diretto da Cliqua.

## Tracce
Testi di Abel Tesfaye, eccetto dove indicato.
1. Dawn FM – 1:36 (musica: Abel Tesfaye, Daniel Lopatin)
2. Gasoline – 3:32 (musica: Abel Tesfaye, Daniel Lopatin)
3. How Do I Make You Love Me? – 3:34 (musica: Abel Tesfaye, Daniel Lopatin, Axel Hedfors, Steve Angello, Sebastian Ingrosso, Max Martin, Oscar Holter, Matt Cohn)
4. Take My Breath – 5:39 (musica: Abel Tesfaye, Ahmad Balshe, Max Martin, Oscar Holter)
5. Sacrifice – 3:08 (musica: Abel Tesfaye, Axel Hedfors, Steve Angello, Sebastian Ingrosso, Carl Nordström, Max Martin, Oscar Holter, Kevin Duane McCord)
6. A Tale by Quincy – 1:36 (musica: Abel Tesfaye, Quincy Jones, Jeff Gitty, Daniel Lopatin)
7. Out of Time – 3:34 (musica: Abel Tesfaye, Daniel Lopatin, Tomoko Aran, Tetsuro Harada)
8. Here We Go... Again (feat. Tyler, the Creator) – 3:29 (testo: Abel Tesfaye, Tyler Okonma – musica: Abel Tesfaye, Tyler Okonma, Rex Kudo, Bruce Johnston, Brian Kennedy, Charlie Coffeen, Benny Bock, Christian Love)
9. Best Friends – 2:43 (musica: Abel Tesfaye, Jason Quenneville)
10. Is There Someone Else? – 3:19 (musica: Abel Tesfaye, Tommy Brown, Peter Lee Johnson, Daniel Lopatin)
11. Starry Eyes – 2:28 (musica: Abel Tesfaye, Tommy Brown, Peter Lee Johnson, Daniel Lopatin)
12. Every Angel Is Terrifying – 2:47 (musica: Abel Tesfaye, Daniel Lopatin, Matt Cohn)
13. Don't Break My Heart – 3:25 (musica: Abel Tesfaye, Daniel Lopatin, Max Martin, Oscar Holter, Matt Cohn)
14. I Heard You're Married (feat. Lil Wayne) – 4:23 (testo: Abel Tesfaye, Dwayne Carter – musica: Abel Tesfaye, Dwayne Carter, Adam Wiles, Daniel Lopatin)
15. Less than Zero – 3:31 (musica: Abel Tesfaye, Max Martin, Oscar Holter)
16. Phantom Regret by Jim – 2:59 (musica: Abel Tesfaye, Jim Carrey, Daniel Lopatin, Max Martin, Oscar Holter, Matt Cohn)

Tracce bonus nell'edizione Alternate World
1. Take My Breath (Single Version) – 3:40
2. Sacrifice (with Swedish House Mafia) (Remix) – 3:58
3. Moth to a Flame (Swedish House Mafia & The Weeknd) – 3:54

Tracce bonus nell'edizione di Apple Music
1. Gasoline (Video) – 4:50
2. Take My Breath (Video) – 3:44
3. Sacrifice (Video) – 4:03
4. Sacrifice (with Swedish House Mafia) (Remix / Alternate World) (Video) – 3:22
5. Moth to a Flame (Swedish House Mafia & The Weeknd) (Video) – 4:13

Contenuto bonus nell'edizione speciale giapponese
- CD

1. Take My Breath (Remix) (feat. Agents of Time) – 6:08
2. Sacrifice (Remix) (feat. Swedish House Mafia) – 3:58
3. Moth to a Flame (with Swedish House Mafia) – 3:54

- DVD

1. Gasoline – 4:50
2. Take My Breath – 3:44
3. Take My Breath (Remix) (feat. Agents of Time) – 3:57
4. Sacrifice (Video) – 4:03
5. Sacrifice (Remix) (feat. Swedish House Mafia) – 3:22
6. Moth to a Flame (with Swedish House Mafia) – 4:13

## Formazione
Musicisti
- The Weeknd – voce (eccetto traccia 6), programmazione e tastiera (tracce 1-5, 7-14, 16), batteria e basso (traccia 4), cori (traccia 15)
- Jim Carrey – voiceover (tracce 1, 7 e 16)
- Daniel Lopatin – programmazione e tastiera (tracce 1-3, 7, 10-13, 16)
- Jasper Randall – arrangiamento e direzione del coro (tracce 1, 11 e 12)
- Emily Colombier – coro (traccia 1)
- Anna Davidson – coro (tracce 1, 11 e 12)
- Katie Hampton – coro (tracce 1, 11 e 12)
- Bri Holland – coro (tracce 1, 11 e 12)
- Sarah Margaret Huff – coro (tracce 1, 11 e 12)
- Sara Mann – coro (tracce 1, 11 e 12)
- Rachel Panchal – coro (tracce 1, 11 e 12)
- Angela Parrish – coro (tracce 1, 11 e 12)
- Joanna Wallfisch – coro (tracce 1, 11 e 12)
- Max Martin – programmazione e tastiera (tracce 2-5, 7, 10, 11, 13 e 16), batteria (traccia 4), basso (tracce 4 e 15), cori e chitarra (traccia 15)
- Oscar Holter – programmazione e tastiera (tracce 2-5, 7, 10, 11, 13 e 16), batteria (traccia 4), basso (tracce 4 e 15), chitarra (traccia 15)
- Matt Cohn – batteria (tracce 2, 3, 12 e 13), programmazione (tracce 3, 9, 12 e 13), arrangiamento vocale (tracce 3 e 16), tastiera (traccia 16)
- Mattias Johansson – violino (tracce 4 e 11)
- David Bukovinszky – violoncello (tracce 4 e 11)
- Mattias Bylund – ARP String Ensemble (tracce 4 e 11), arrangiamento strumenti ad arco e organo a canne (traccia 11)
- Magnus Sjölander – percussioni (traccia 4)
- Elvira Anderfjärd – cori (traccia 4)
- Shellback – batteria (traccia 4)
- Quincy Jones – voiceover (traccia 6)
- Tyler, the Creator – voce (traccia 8)
- Bruce Johnston – voce, programmazione e tastiera (traccia 8)
- Christian Love – voce (traccia 8)
- Rex Kudo – programmazione e tastiera (traccia 8)
- Brian Kennedy – programmazione e tastiera (traccia 8)
- Charlie Coffeen – programmazione e tastiera (traccia 8)
- Benny Bock – programmazione e tastiera (traccia 8)
- Daheala – programmazione e tastiera (traccia 9)
- Peter Noos Johansson – trombone (traccia 11)
- Jessica Rotter – coro (tracce 11, 12)
- Josh Safdie – voce (traccia 12)
- Arthur Fleminger – voce (traccia 12)
- Lil Wayne – voce (traccia 14)
- Calvin Harris – programmazione e tastiera (traccia 14)

Produzione
- The Weeknd – produzione
- Șerban Ghenea – missaggio
- John Hanes – ingegneria al missaggio
- Dave Kutch – mastering
- Kevin Peterson – assistenza al mastering
- Daniel Lopatin – produzione (tracce 1-3, 6, 7, 10-13, 16), produzione aggiuntiva (tracce 9, 14 e 15)
- Max Martin – produzione aggiuntiva (tracce 1, 7, 9-11, 14), produzione vocale (tracce 1-3, 8-14, 16), coproduzione (tracce 2, 3, 13 e 16), produzione (tracce 4-6, 15)
- Oscar Holter – produzione aggiuntiva (tracce 1, 7, 9-11, 14), produzione vocale (tracce 1-3, 9-14, 16), coproduzione (tracce 2, 3, 13 e 16), produzione (tracce 4, 5 e 15)
- Shin Kamiyama – ingegneria del suono (tracce 1-3, 8-15)
- Matt Cohn – ingegneria del suono (tracce 1-3, 6, 8, 10-16), coproduzione (tracce 2, 3, 13 e 16), produzione aggiuntiva (tracce 9 e 12)
- Sam Holland – ingegneria del suono (tracce 1-7, 10, 11, 13-16)
- Jeremy Lertola – ingegneria del suono (tracce 1-3, 11, 14 e 15)
- Swedish House Mafia – coproduzione (traccia 3), produzione (traccia 5)
- Mattias Bylund – registrazione e montaggio strumenti ad arco (tracce 4, 11), registrazione e montaggio ottoni (traccia 4)
- Jeff Gitty – produzione (traccia 6)
- Rex Kudo – produzione (traccia 8)
- Bruce Johnston – produzione (traccia 8)
- Brian Kennedy – produzione (traccia 8)
- Charlie Coffeen – produzione (traccia 8)
- Benny Bock – produzione (traccia 8)
- Michael Ilbert – ingegneria del suono (traccia 8)
- Vic Wainstein – ingegneria del suono (traccia 8)
- Daheala – produzione (traccia 9)
- Tommy Brown – produzione (traccia 10)
- Peter Lee Johnson – produzione (traccia 10)
- Calvin Harris – produzione (traccia 14)
- Jaramiah Rios – registrazione voce di Lil Wayne (traccia 14)
- Manny Galvez – registrazione voce di Lil Wayne (traccia 14)

## Classifiche

### Classifiche settimanali
| Classifica (2022-23) | Posizione massima |
| -------------------- | ----------------- |
| Australia            | 1                 |
| Austria              | 2                 |
| Belgio (Fiandre)     | 2                 |
| Belgio (Vallonia)    | 4                 |
| Canada               | 1                 |
| Croazia              | 7                 |
| Danimarca            | 2                 |
| Finlandia            | 1                 |
| Francia              | 3                 |
| Germania             | 5                 |
| Grecia               | 11                |
| Irlanda              | 1                 |
| Islanda              | 2                 |
| Italia               | 4                 |
| Lituania             | 1                 |
| Norvegia             | 1                 |
| Nuova Zelanda        | 1                 |
| Paesi Bassi          | 1                 |
| Polonia              | 4                 |
| Portogallo           | 3                 |
| Regno Unito          | 1                 |
| Repubblica Ceca      | 2                 |
| Slovacchia           | 2                 |
| Spagna               | 2                 |
| Stati Uniti          | 2                 |
| Svezia               | 1                 |
| Svizzera             | 1                 |
| Ungheria             | 18                |

### Classifiche di fine anno
| Classifica (2022) | Posizione |
| ----------------- | --------- |
| Australia         | 10        |
| Austria           | 70        |
| Belgio (Fiandre)  | 29        |
| Belgio (Vallonia) | 41        |
| Bulgaria          | 3         |
| Danimarca         | 17        |
| Francia           | 22        |
| Germania          | 74        |
| Islanda           | 13        |
| Italia            | 61        |
| Lituania          | 23        |
| Norvegia          | 12        |
| Nuova Zelanda     | 25        |
| Paesi Bassi       | 12        |
| Regno Unito       | 22        |
| Spagna            | 48        |
| Svezia            | 48        |
| Svizzera          | 30        |
| Classifica (2023) | Posizione |
| Portogallo        | 78        |

## Date di pubblicazione
| Paese                 | Data di pubblicazione | Formato                                        | Note          |
| --------------------- | --------------------- | ---------------------------------------------- | ------------- |
| Mondo                 | 7 gennaio 2022        | Download digitale, streaming                   | [ 68 ]        |
| Mondo                 | 12 gennaio 2022       | Download digitale, streaming (Alternate World) | [ 29 ]        |
| Regno Unito           | 28 gennaio 2022       | CD                                             | [ 69 ]        |
| Stati Uniti d'America | 28 gennaio 2022       | CD                                             | [ 70 ]        |
| Giappone              | 16 marzo 2022         | CD, CD+DVD (Alternate World)                   | [ 71 ] [ 72 ] |
| Stati Uniti d'America | 29 aprile 2022        | MC, LP                                         | [ 73 ] [ 74 ] |